# Ylva Eggehorn
Ylva Eggehorn (Estocolmo, 6 de marzo de 1950) es una escritora y poetisa sueca, galardonada en 2015 con el Premio Dobloug de la Academia Sueca.

## Obras
- 1963 – Havsbarn
- 1970 – Ska vi dela (poemas)
- 1972 – Jesus älskar dig (poemas)
- 1972 – Hanna: åtta radioandakter
- 1973 – Ska vi dela; Jesus älskar dig
- 1973 – Dikt
- 1974 – På marken
- 1975 – Han kommer (poemas)
- 1976 – Upprättelse
- 1977 – Till en ny jord (poemas)
- 1979 – De levandes ansikten
- 1980 – Ansikte mot ansikte: ett sätt att berätta Hannagårdens historia
- 1980 – Hjärtats knytnävsslag: poemas 1976–80
- 1982 – Stoppa julen
- 1983 – Genombrott: poemas
- 1984 – Att vara människa i vår tidsålder (con Britta Holmström y Åke Olauson)
- 1985 – Europas barnbarn: krönikor i kronologisk oordning
- 1986 – Ett brev till min älskade (poemas)
- 1986 – Rum för bön
- 1986 – Sommarbilder
- 1986 – Språk för en vuxen tro
- 1987 – Maria gick genom törneskog (oratorio, compuesto por Uno Sandén)
- 1987 – Kryddor i tillvaron (artículo en el periódico Dagen)
- 1989 – Min religionsbok: lågstadiet
- 1989 – Gud är mitt i allt
- 1990 – Lydia i lampans sken: poemas 1986–89
- 1993 – Förlåtelse: nyckeln till det låsta rummet
- 1993 – Religion: mellanstadiet
- 1994 – Kvarteret Radiomottagaren
- 1996 – En av dessa timmar: roman
- 1997 – Hin håles trädgård (foto: Jan Rietz)
- 1997 – Att bejaka sin längtan
- 1997 – Andrum: om brustenhet, tillit och tro (imágenes: Margret Utbult)
- 1998 – Skärgårdsturnén
- 1998 – Ett hemligt tecken: poemas i urval
- 1998 – Orden som sökte mig: poemas om tro och tvivel
- 1999 – Leva av källan
- 2000 – Liljekonvaljekungen
- 2000 – Förvandlingen: information som ledningsinstrument
- 2001 – Språk för en vuxen tro
- 2002 – En karusell med madonnor
- 2003 – Älska tappert och andra essäer
- 2004 – Att ta ansvar för Gud: om hängivenhet som motstånd (libro sobre Etty Hillesum y Dietrich Bonhoeffer)
- 2005 – Kryddad olja: kvinnor i Bibeln
- 2007 – Duvan och lejonet
- 2008 – Där lejonen bor: män och manlighet i bibeln
- 2012 – En vän från himlen
- 2014 – Mannen som aldrig byggde en veranda
- 2015 – Hamn för rebeller och änkenåder